# Carl von Prantl
Carl Prantl, depuis 1872 chevalier von Prantl (né le 28 janvier 1820 à Landsberg am Lech et mort le 14 septembre 1888 à Oberstdorf) est un philosophe bavarois.

## Biographie
À l'âge de 17 ans, il commence à étudier l'Antiquité classique (entre autres avec Friedrich Thiersch et Leonhard Spengel (de)), qu'il termine au bout de 4 ans par sa thèse. Une bourse de voyage l’amène à Berlin en 1842/43, où il étudie principalement avec August Boeckh et Friedrich Adolf Trendelenburg. Il est professeur extraordinaire de philologie à partir de 1847, puis professeur ordinaire à partir de 1859 et de philosophie en 1864 à Munich.
L'Académie bavaroise des sciences l'élit membre extraordinaire en 1848 et en 1857, il est nommé membre à part entière. Il est également membre de l'Académie de Berlin. En 1872, il reçoit la croix de chevalier de l'ordre du Mérite de la Couronne bavaroise et est ainsi élevé à la noblesse personnelle en tant que chevalier von Prantl. Pour l'année 1879/80, il est élu recteur de l'Université de Munich. En 1883, il reçoit l'ordre bavarois de Maximilien pour la science et l'art.

## Tombe
La tombe de Karl Prantl est située dans l'ancien cimetière sud de Munich (champ funéraire 10 - rangée 10 - place 13/14)

## Progéniture
Son fils est le botaniste Carl Prantl.

## Travaux et publications
Prantl publie de nombreux traités d'histoire de la philosophie, de philosophie du droit et de logique.
Son œuvre principale est considérée comme
- Geschichte der Logik im Abendland (München 1855–70, 4 Bde.; Bd. 2 in 2. Aufl. 1885).

D'autres publications comprennent:
- Aristoteles über die Farben (München 1849)
- Die gegenwärtige Aufgabe der Philosophie (München 1852)
- Übersicht der griechisch-römischen Philosophie (Stuttgart 1854)
- Aristoteles: Acht Bücher der Physik (griechisch und deutsch, Leipzig 1854)
- Aristoteles: Vier Bücher über das Himmelsgebäude (griechisch und deutsch, Leipzig 1857)
- Die Philosophie in den Sprichwörtern (München 1858)
- Michael Psellus und Petrus Hispanus (München 1867)
- Geschichte der Ludwig-Maximilians-Universität in Ingolstadt, Landshut, München (München 1872, 2 Bde.)
- Gedächtnisrede auf Trendelenburg (München 1873)
- Verstehen und Beurteilen (München 1877)